# Prohászka Fanni
Prohászka Fanni (Budapest, 1994. április 9. –) magyar színésznő. 

## Életpályája
1993-ban Budapesten született. A Vörösmarty Mihály Gimnáziumban érettségizett. 2011–2016 között a Színház- és Filmművészeti Egyetem hallgatója volt. 2016-tól a Miskolci Nemzeti Színház tagja.

## Színházi szerepei
| Év   | Helyszín                 | Szerző(k)                                                      | Előadás címe                     | Szerep                                     | Rendező                   |
| ---- | ------------------------ | -------------------------------------------------------------- | -------------------------------- | ------------------------------------------ | ------------------------- |
| 2025 | Miskolc Kamara           | Nyikolaj Erdman                                                | Az öngyilkos                     | Margarita Ivanovna, vidámparki vendéglős   | Szabó Máté                |
| 2025 | Miskolc Kamara           | Lőrinczy Attila                                                | Az üvegcipőn túl                 | Ilona                                      | Keszég László             |
| 2025 | Miskolci Nemzeti Színház | Peter Weiss                                                    | Marat / Sade                     | Charlotte Corday                           | Rusznyák Gábor            |
| 2024 | Miskolc Kamara           | John Millington Synge                                          | A Nyugat császára                | Margaret Flaherty (Pegeen), Flaherty lánya | Ascher Tamás              |
| 2023 | Miskolci Nemzeti Színház | Kisfaludy Károly                                               | A tatárok Magyarországban (1819) | Emelka                                     | Szőcs Artur               |
| 2023 | Miskolc Kamara           | Molnár Ferenc                                                  | Az üvegcipő                      | Keczeli Ilona, rossz leány                 | Keszég László             |
| 2022 | Miskolci Nemzeti Színház | Nacio Herb Brown - Betty Comden                                | Ének az esőben                   | Lina Lamont                                | Szőcs Artur               |
| 2022 | Miskolci Játékszín       | Thomas Bernhard                                                | A színházcsináló                 | Erna, a lányuk                             | Keszég László             |
| 2022 | Miskolci Nemzeti Színház | Mohácsi István - Mohácsi János                                 | A falu rossza                    | Boriska, Feledi Gáspár lánya               | Mohácsi János             |
| 2022 | Miskolci Játékszín       | Aiszkhülosz - Euripidész - Szophoklész - Hugo von Hofmannsthal | Elektra                          | Krüszotemisz, Kar                          | Szőcs Artur               |
| 2021 | Miskolci Nemzeti Színház | Szomory Dezső                                                  | Hermelin                         | Maltinszky Manci                           | Mohácsi János             |
| 2021 | Miskolc Kamara           | Molière                                                        | Tartuffe                         | Mariane                                    | Rusznyák Gábor            |
| 2020 | Miskolc Kamara           | Fjodor Mihajlovics Dosztojevszkij                              | Ördögök                          | Liza Drozdova                              | Béres Attila              |
| 2019 | Miskolci Nemzeti Színház | Sheldon Harnick - Jerry Bock - Joseph Stein                    | Hegedűs a háztetőn               | Chava, lányuk                              | Béres Attila              |
| 2019 | Miskolci Nemzeti Színház | Molière                                                        | Don Juan                         | Mari                                       | Szőcs Artur               |
| 2019 | Miskolc Kamara           | William Shakespeare                                            | A velencei kalmár                | Nerissa, a komornája                       | Mohácsi János             |
| 2018 | Miskolci Játékszín       | Fábián Péter - Benkó Bence                                     | Eklektikon 2048                  | Szereplő                                   | Benkó Bence, Fábián Péter |
| 2018 | Miskolc Kamara           | Kosztolányi Dezső                                              | Édes Anna                        | Etel, cseléd                               | Rusznyák Gábor            |
| 2018 | Miskolc Kamara           | Szomory Dezső                                                  | Györgyike, drága gyermek         | Stefi                                      | Keszég László             |
| 2017 | Miskolc Kamara           | Vörösmarty Mihály                                              | Csongor és Tünde                 | Tünde, tündérlány                          | Szőcs Artur               |
| 2017 | Miskolc Kamara           | William Shakespeare                                            | Ahogy tetszik                    | Célia, alias Isabella                      | Rusznyák Gábor            |

## Filmes és televíziós szerepei
- Jófiúk (2019)
- Aranyélet (2016) ...Zsófi